# 飯島晶子
飯島 晶子（いいじま あきこ、1月10日 - ）は、日本の女性声優、朗読家。

## 人物
有限会社ヴォイスケ(VoiceK)の代表として、朗読に関するイベントの企画・制作やボイストレーニングといったレッスンなども手掛けている。
以前はプロダクション・タンクやアイムエンタープライズに所属していた。日本大学芸術学部卒業。NPO日本朗読文化協会理事。

## 出演

### 映画
- 2020年公開「おかあさんの被爆ピアノ」五藤利弘監督　朗読で出演

### 吹き替え
- ダークロード -闇夜の逃亡者-
- 大統領暗殺（ドレーク）
- 名探偵モンク5

### ナレーション
- みのもんたの朝ズバッ!
- 世界一受けたい授業
- 奇跡体験!アンビリバボー
- 名探偵ポアロの魅力
- アンコールワット（外務省）

### 朗読舞台
- 2001年 ヒロコ・ムトー作「手のひらのしあわせ」朗読（東京・シアトル・パリ）
- 2003年 - 2018年 NPO日本朗読文化協会 朗読の日
- 2003年 鎌倉建長寺巨福能「伊勢物語」（パレスホテル「瀬戸内寂聴の会」）
- 2005年 愛・地球博にて「人魚姫」朗読、アンデルセン生誕200年記念「花とアンデルセン」（協力：草月流）
- 2007年 平成19年度文化庁芸術祭参加「秘花〜朗読＆能〜」（作：瀬戸内寂聴 / 演出：水原央）
- 2008年 源氏千年紀事業 京大和「源氏物語 朧月夜」
- 2009年 - 2021年 被爆ピアノコンサート「未来への伝言」（企画制作）：7代目杵屋巳太郎共演）
- 2009年 平成21年度文化庁芸術祭参加「浮世絵で紡ぐ江戸物語」山本周五郎作「鼓くらべ」
- 2009年 ニューヨーク無差別テロ犠牲者追悼平和コンサート
- 2011年 - 2013年 遠藤喜久（観世流シテ方）能とのコラボ「源氏物語 野々宮」「平家物語」「弱法師」
- 2012年 東日本大震災支援「福島 3.11復興の灯」
- 2013年 京都法然院成願義夫展「朧月夜 東京安養院・護国寺「源氏物語」
- 2014年 飯山市＆東京「源氏物語 花の宴 ハープ＆ソプラノ」 チャリティ朗読会「箏と朗読による宮城道雄の世界」
- 2015年 - 2017年 里神楽石山裕雅の会「アマテラス」「ヤマトタケル」「おこり地蔵」
- 2016年 - 2017年 高台寺「光と風美・JAPON公演BEYOND KIMONO」、横浜能楽堂「羽衣」
- 2018年 文化庁芸術祭参加「坂口安吾とエリック・サティの世界」企画制作
- 2018年 Japonizumu2018UNESCO本部「HAGOROMO」（パリ）
- 2019年　大連アカシア祭り中日文化交流団「長恨歌」
- 2020年「万葉のゆめ」紀尾井小ホール　企画制作
- 2021年　文化庁AFF助成「源氏物語~六条御息所夢幻~」企画制作　迦陵頻伽聲明の会新井弘順　観世流能楽師遠藤喜久　石山裕雅　堅田喜三代共演

### 朗読CD
- 声にして楽しむ源氏物語（訳：瀬戸内寂聴、キングレコード）
- 震災ポエム「海をうらまない」（原作：佐藤啓子）

## 書籍
- 声を出せば脳はルンルン（清流出版）
- 伝わる声の出し方・話し方（日本実業出版社）
- 朗読で幸せになる7日間声トレ（みらいパブリッシング）